# Virgin Atlantic

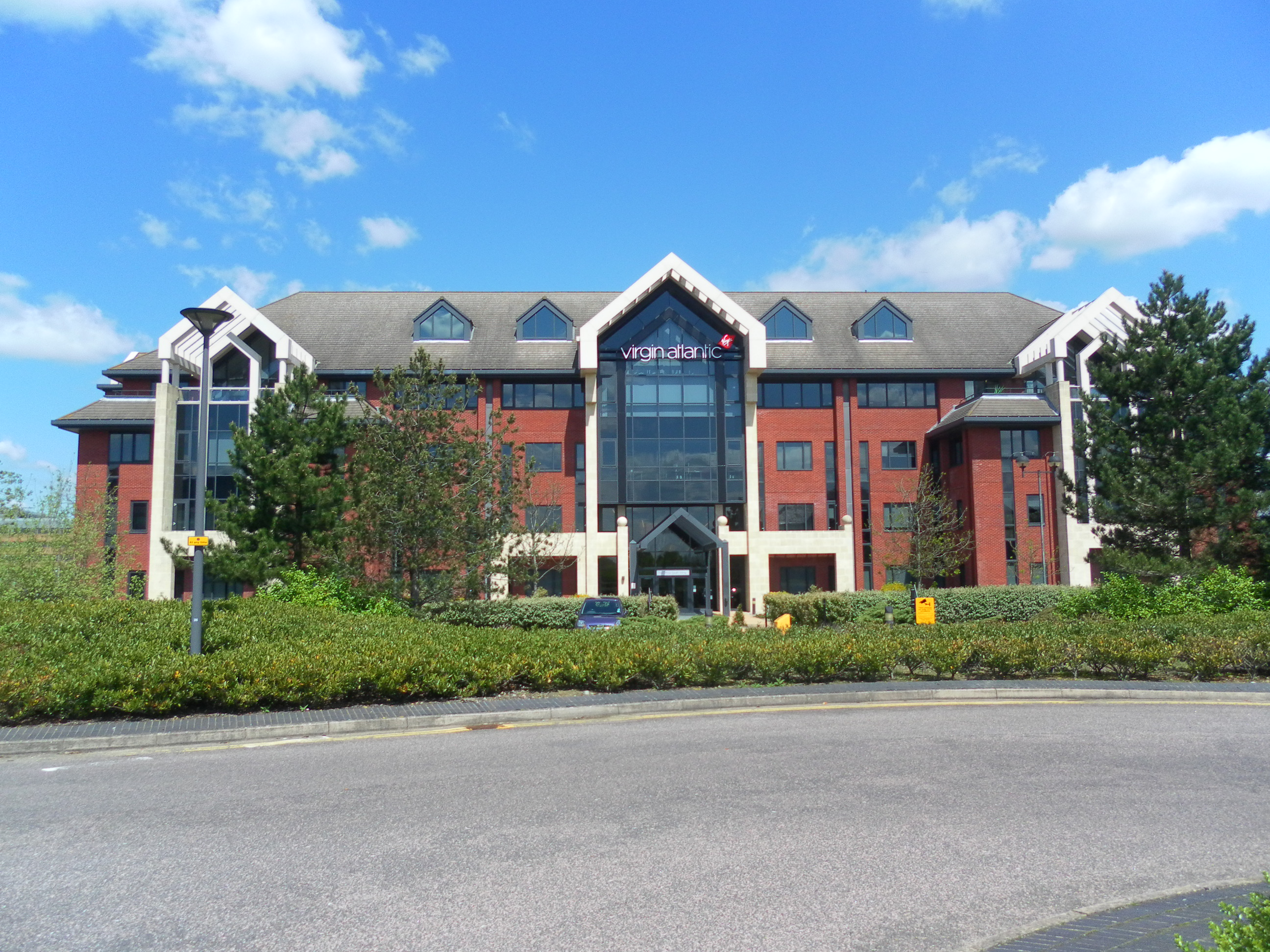
Sediul central în Crawley, West Sussex

Virgin Atlantic (Virgin Atlantic Airways Limited) este o companie aeriană britanică ce face parte din grupul de firme Virgin Group, proprietatea miliardarului Richard Branson. Este deținută de către Virgin Group în proporție de 51% și Delta Airlines în proporție de 49%. Sediul central se află în Crawley, West Sussex,  Marea Britanie, în apropiere de aeroportul Gatwick.  
Linia aeriană operează între Marea Britanie și America de Nord , Caraibe, Africa, Orientul Mijlociu, Asia,  Australia cu plecări din aeroporturile Gatwick și Heathrow.
Compania utilizează o flotă mixtă de aeronave Airbus și Boeing și deține licența de operare CAA (Autoritatea civilă de aviație a Regatului Unit) Tip A pentru transport de pasageri, mărfuri și poștă cu aeronave de 20 sau mai multe locuri.                        

În anul 2009, a transportat 5,42 milioane de pasageri. Virgin Atlantic a fost prima companie aeriană care a introdus la toate clasele de zbor accesul individual la TV. 

## Istoric
În anul1982 după falimentul companiei aeriene Laker Airways, este înființată British Atlantic Airways de către Alan Hellary un fost pilot și Randolph Fields, un avocat american. Principalul obiectiv era de a lega Insulele Falkland de Londra, în contextul încheierii conflictului dintre Marea Britanie și Argentina și existența cererilor pentru un astfel de serviciu.
Proiectul a fost abandonat datorită pistei de aterizare prea scurtă de pe aeroportul Stanley. Hellary și Fields au încercat apoi să obțină, tot fără succes, licențe de zbor între Gatwick și aeroporturile J. F. Kennedy din New York și Newark Liberty International din New Jersey, în urma obiecțiilor aduse de British Caledonian și British Airports Authority (BAA).  
În 1984, Randolph Fields vinde participația sa lui Richard Branson și grupului de firme ale acestuia Virgin Group, care redenumește numele companiei în Virgin Atlantic Airways.

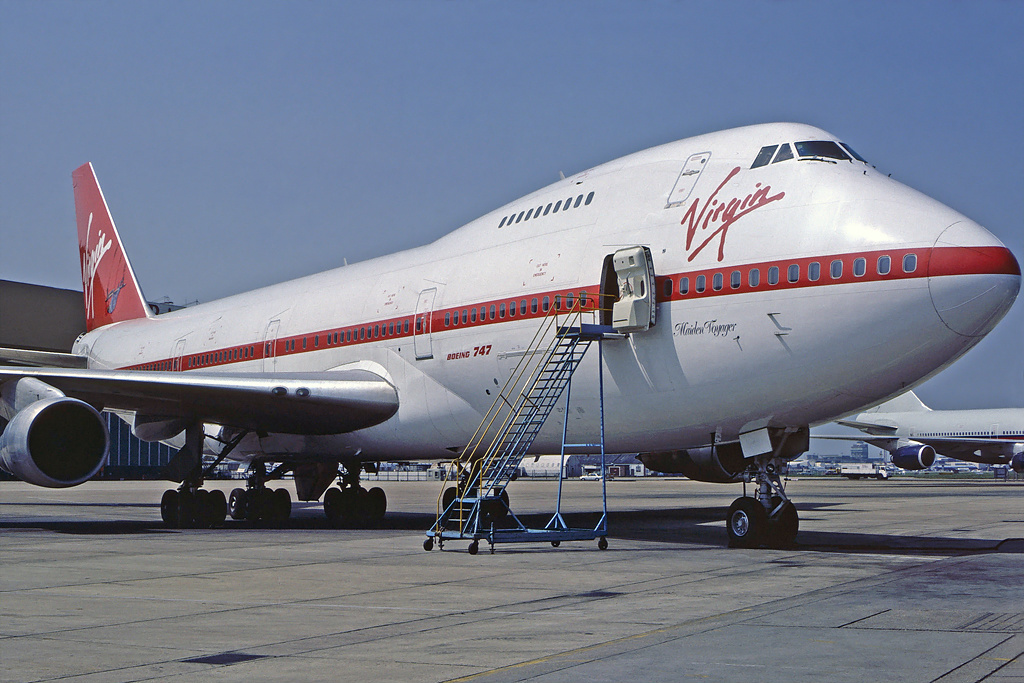
Zborul inaugural cu un avion Boeing 747-200

Pe data de 22 iunie 1984, Virgin Atlantic a operat zborul inaugural între Gatwick și Newark folosind un avion Boeing 747-200 închiriat, având la bord 250 de ziariști și fotografi. În același an, în luna noiembrie, se deschide încă o linie aeriană între Gatwick și aeroportul Maastricht Aachen. Compania a devenit profitabilă încă din primul an. 
În 1986 compania a adăugat un avion Boeing 747-200 la flota sa și a deschis o nouă rută, între Gatwick și Miami. Au fost achiziționate alte aeronave și noi rute au fost înființate din Gatwick către aeroporturile din New York în 1988, Tokyo 1989, Los Angeles 1990, Boston 1991 și Orlando 1992.

La sfârșitul anilor '80, Virgin Atlantic a transportat peste un milion de pasageri.
În 1999, Singapore Airlines cumpără 49% din capitalul Virgin Atlantic pentru suma de 600,25 milioane de lire sterline, compania rămânînd acționar principal.
In iunie 2002, Virgin Atlantic a devenit prima companie aeriană ce a folosit avionul Airbus A340-600.
În anul 2003 Virgin Atlantic a transportat 3,8 milioane de pasageri, număr ce a crescut la 4,6 miliane în 2006, propulsand-o pe locul 7 printre companiile britanice și pe locul 2 la categoria pasageri/mile datorită operațiunilor de cursă lungă.
Pe 31 octombrie 2005 Virgin Atlantic a operat un charter de ajutor umanitar către Islamabad, Pakistan, cu 55 tone de ajutoare pentru victimele cutremurului din 8 octombrie.
În februarie 2008, compania a oferit un Boeing 747 pentru teste cu biocarburanți, avion ce a zburat de la Heatrow la Amsterdam, fără pasageri, cu 20% din puterea motoarelor provenind din biocombustibil obținut din plante. Virgin Atlantic are planificat și un test cu biocombustibili obținuti din alge marine oferind în continuare pentru teste una dintre aeronavele sale.
Primele zece aeronave Airbus A330 s-au alăturat flotei în februarie 2011.
În luna aprilie 2012, compania a prezentat noua sa clasa business și a anunțat ajustarea treptată a flotei sale de Airbus A330 în 2012 și Boeing 787 în 2014.
Acțiunile deținute de Singapore Airlines sunt răscumpărate de Delta  Air Lines în decembrie 2012 pentru 360 milioane dolari, care a anunțat intenția de a forma un joint-venture pentru Atlanticul de Nord. 
Virgin Atlantic a lansat primele sale zboruri interne la 31 martie 2013 cu marca Little Red, având 10 de zboruri zilnice din Londra către Aberdeen, Edinburgh și Manchester. Ele sunt operate de Aer Lingus, cu patru aeronave Airbus A320 închiriate.
În iulie 2014, compania a prezentat noile uniforme create de Vivienne Westwood pentru personalul său. 